# Tom Tiffany
Thomas P. Tiffany (Wabasha, 30 dicembre 1957) è un politico statunitense, membro della Camera dei Rappresentanti per lo stato del Wisconsin.

## Biografia
Nato in Minnesota e cresciuto in una fattoria nei pressi di Elmwood, si è laureato in economia agraria alla University of Wisconsin–River Falls. 
Dopo due candidature infuttuose al Senato statale del Wisconsin, nel 2010 viene eletto all'Assemblea generale del Wisconsin battendo il democratico Jay Schmelling con il 58,09% dei voti. Nel 2012 riesce ad essere eletto al Senato del Wisconsin battendo Susan Sommer con il 56%. 
Nel 2020 si candida alla Camera dei Rappresentanti in un'elezione suppletiva nel settimo distretto del Wisconsin, rimasto vacante a seguito delle dimissioni di Sean Duffy. Vince le primarie repubblicane del 18 febbraio e poi le elezioni generali del 12 maggio contro Tricia Zunker con il 57,2%.